# Spilosoma alberti
Spilosoma alberti là một loài bướm đêm thuộc phân họ Arctiinae, họ Erebidae.